# Sistema ciberfisico
Un sistema ciberfisico o ciber-fisico (CPS, dall'inglese cyber-physical system) è un sistema informatico in grado di interagire in modo continuo con il sistema fisico in cui opera. Il sistema è composto da elementi fisici dotati ciascuno di capacità computazionale e riunisce strettamente le cosiddette "tre C": capacità computazionale, comunicazione e capacità di controllo. Le strutture artificiali di calcolo e comunicazione, rappresentate dal prefisso "ciber", formano un sistema distribuito che interagisce direttamente e dinamicamente con il mondo reale che le circonda. Alla base del sistema, il singolo elemento è il dispositivo embedded. Tra le possibili applicazioni: smart grid, controllo intelligente del traffico, domotica, robot cooperanti, telecomunicazioni, automobilismo, avionica, fabbriche intelligenti (dette Industry 4.0).